# 钛硅铁钠石
钛硅铁钠石（英語：aenigmatite），也稱為Cossyra或cossyrite ，是含鈉、鐵、鈦的鏈矽酸鹽礦物。 其化學公式為Na2Fe2+5TiSi6O20，其結構由單個四面體鏈組成，重複單元為四個複雜的側支。 呈棕色至黑色，屬三斜晶系晶體。 硬度為5.5至6，比重力為3.74至3.85。钛硅铁钠石與威爾克斯石(Wilkinsonite),Na2fe2+4Fe3+2Si6O20,形成固融系列。
钛硅铁钠石主要在過鹼性岩石火山岩、偉晶岩和花崗岩以及含矽低的的侵入岩中分佈。 它是由Breithaupt於1865年，在格陵蘭島西南部的伊利莫萨克侵入杂岩（Ilimaussaq）被發現。
據報導，凱登隕石（可能是火星隕石）中亦有钛硅铁钠石，該隕石於1980年3月掉落在也門南部。 
其他地區有研究钛硅铁钠石的報告包括：
- Narsaarsuk和格陵蘭島。
- 俄羅斯科拉半島上的Khibiny和Lovozero地塊。
- 俄羅斯的Yenisei Range，Krasnoyarsk Krai。
- 意大利的火山島。
- 美國，阿肯色州普拉斯基縣小石城附近的花崗岩山和加利福尼亞索諾瑪縣的聖羅莎
- 澳大利亞，Nandewar火山的Warrumbungle火山和新南威爾士州的Mount Warning杂岩； 以及昆士蘭州的峰範圍省。
- 加拿大，埃茲薩山、Ilgachuz和Rainbow Range Shield [4]。